# Reinier (calciatore)
Reinier Jesus Carvalho, noto semplicemente come Reinier (Brasilia, 19 gennaio 2002), è un calciatore brasiliano, centrocampista dell'Atlético Mineiro.

## Biografia
È figlio del giocatore di calcio a 5 Mauro Brasília, campione del mondo nel 1985 con la Nazionale maschile di football sala del Brasile.

## Caratteristiche tecniche
Di ruolo centrocampista, predilige essere schierato sulla trequarti anche se, più volte, è stato impiegato esterno alto su entrambi i lati del campo. Il suo piede forte è il destro, è capace di segnare sfruttando il tiro di prima intenzione, è dotato di ottimo dribbling, tecnica e velocità, possiede un buon fisico inoltre è abile nel contenere la manovra d'azione degli avversari. Per le sue caratteristiche viene accostato a Kaká e Raí.

## Carriera

### Club

#### Flamengo Real Madrid Castilla
Cresciuto nel settore giovanile del Flamengo, ha esordito in prima squadra il 1º agosto 2019 disputando l'incontro di Coppa Libertadores vinto 2-0 contro l'Emelec. Oltre alla conquista della sopracitata coppa, il Flamengo durante la stagione vince il campionato brasiliano, Reiner segna un gol battendo sia il Atlético Mineiro che il Bahia per 3-1, realizza la rete del 2-1 sconfiggendo il Fortaleza, riesce a segnare anche una doppietta nella schiacciante vittoria per 6-1 contro l'Avaí.
Il 20 gennaio 2020 viene acquistato dal Real Madrid e aggregato inizialmente alla seconda squadra, il Real M. Castilla.Segna solo due col con la squadra, nella vittoria per 4-0 contro il Curox.

#### Borussia Dortmund e Girona
Il 19 agosto 2020 passa in prestito biennale al Borussia Dortmund, segna il gol del 3-0 contro l'Arminia Bielefeld il 27 febbraio 2021, l'unico gol segnato in Bundesliga con il Borussia Dortmund.
A fine stagione, non venendo riscattato dai gialloneri, fa ritorno al Real Madrid per la stagione 2022-2023, che lo girano in prestito al Girona dove segna solo due reti: la prima contro il Real Valladolid vincendo per 2-1 e la seconda, sempre con lo stesso risultato, contro il Osasuna subendo una sconfitta.

#### Frosinone e Granada
Il 1º settembre 2023 si trasferisce in Italia al Frosinone, sempre con la formula del prestito. Al suo esordio in Serie A, l'8 ottobre seguente, segna anche il primo gol con la maglia gialloblu, aprendo le marcature nel successo per 2-1 contro il Verona, realizza una rete anche nel pareggio per 1-1 contro il Genoa. Nella Coppa Italia segna il gol del 2-1 sconfiggendo il Torino.
A partire dal 2024 veste la maglia del Granada giocando della seconda divisione spagnola, segna una rete nella vittoria per 3-2 contro il Castellón.

#### Atlético Mineiro
L'8 agosto 2025 torna in Brasile, venendo acquistato a titolo definitivo dall'Atlético Mineiro.

### Nazionale
Reinier è stato convocato dalla Nazionale Under-16, nel 2018, il 27 marzo in un'amichevole contro il Camerun Under-17 segna una doppietta in una goleada che si è conclusa per 8-1. Con la Nazionale Under-17 partecipa alla coppa continentale di categoria che si è disputata nel 2019, il Brasile non supera il girone, Reiner realizza una doppietta sconfiggendo per 3-2 il Paraguay, e con lo stesso risultato si conclude il match vinto contro la Colombia dove Reiner sigla una rete. 
Ottiene la convocazione nella nazionale olimpica brasiliana per partecipare alle olimpiadi nel 2021 vincendo la medaglia d'oro, Reiner in tutte le partite in cui ha giocato è sceso sempre in campo nel secondo tempo, nella semifinale contro il Messico la partita va ai calci di rigore e lui dal dischetto segna il gol del definitivo 4-1.

## Statistiche

### Presenze e reti nei club
Statistiche aggiornate al 16 marzo 2025.
| Stagione                 | Squadra                  | Campionato               | Campionato | Campionato | Coppe nazionali | Coppe nazionali | Coppe nazionali | Coppe continentali | Coppe continentali | Coppe continentali | Altre coppe | Altre coppe | Altre coppe | Totale | Totale |
| Stagione                 | Squadra                  | Comp                     | Pres       | Reti       | Comp            | Pres            | Reti            | Comp               | Pres               | Reti               | Comp        | Pres        | Reti        | Pres   | Reti   |
| ------------------------ | ------------------------ | ------------------------ | ---------- | ---------- | --------------- | --------------- | --------------- | ------------------ | ------------------ | ------------------ | ----------- | ----------- | ----------- | ------ | ------ |
| 2019                     | Flamengo                 | A/RJ+A                   | 0+14       | 0+6        | CB              | 0               | 0               | CL                 | 1                  | 0                  | Cmc         | -           | -           | 15     | 6      |
| gen.-giu. 2020           | Real M. Castilla         | SDB                      | 3          | 2          | -               | -               | -               | -                  | -                  | -                  | -           | -           | -           | 3      | 2      |
| 2020-2021                | Borussia Dortmund        | BL                       | 14         | 1          | CG              | 2               | 0               | UCL                | 2                  | 0                  | SG          | 1           | 0           | 19     | 1      |
| 2021-2022                | Borussia Dortmund        | BL                       | 13         | 0          | CG              | 1               | 0               | UCL+UEL            | 3+2                | 0                  | SG          | 1           | 0           | 20     | 0      |
| Totale Borussia Dortmund | Totale Borussia Dortmund | Totale Borussia Dortmund | 27         | 1          |                 | 3               | 0               |                    | 7                  | 0                  |             | 2           | 0           | 39     | 1      |
| 2022-2023                | Girona                   | PD                       | 18         | 2          | CS              | 0               | 0               | -                  | -                  | -                  | -           | -           | -           | 18     | 2      |
| 2023-2024                | Frosinone                | A                        | 22         | 2          | CI              | 1               | 1               | -                  | -                  | -                  | -           | -           | -           | 23     | 3      |
| 2024-2025                | Granada                  | SD                       | 24         | 1          | CR              | 1               | 0               | -                  | -                  | -                  | -           | -           | -           | 25     | 1      |
| Totale carriera          | Totale carriera          | Totale carriera          | 108        | 14         |                 | 5               | 1               |                    | 8                  | 0                  |             | 2           | 0           | 123    | 15     |

## Palmarès

### Club

#### Competizioni nazionali
- Campionato brasiliano: 1

Flamengo: 2019
- Coppa di Germania: 1

Borussia Dortmund: 2020-2021

#### Competizioni internazionali
- Coppa Libertadores: 1

Flamengo: 2019

### Nazionale
- Oro olimpico: 1

Tokyo 2020